# 凯莉·奥哈拉 (演员)
凯莉·奥哈拉（英語：Kelli O'Hara，1976年4月16日—），女，美国演员、歌手。曾获得托尼奖最佳音乐剧女主角。